# عائلة هنغاريا

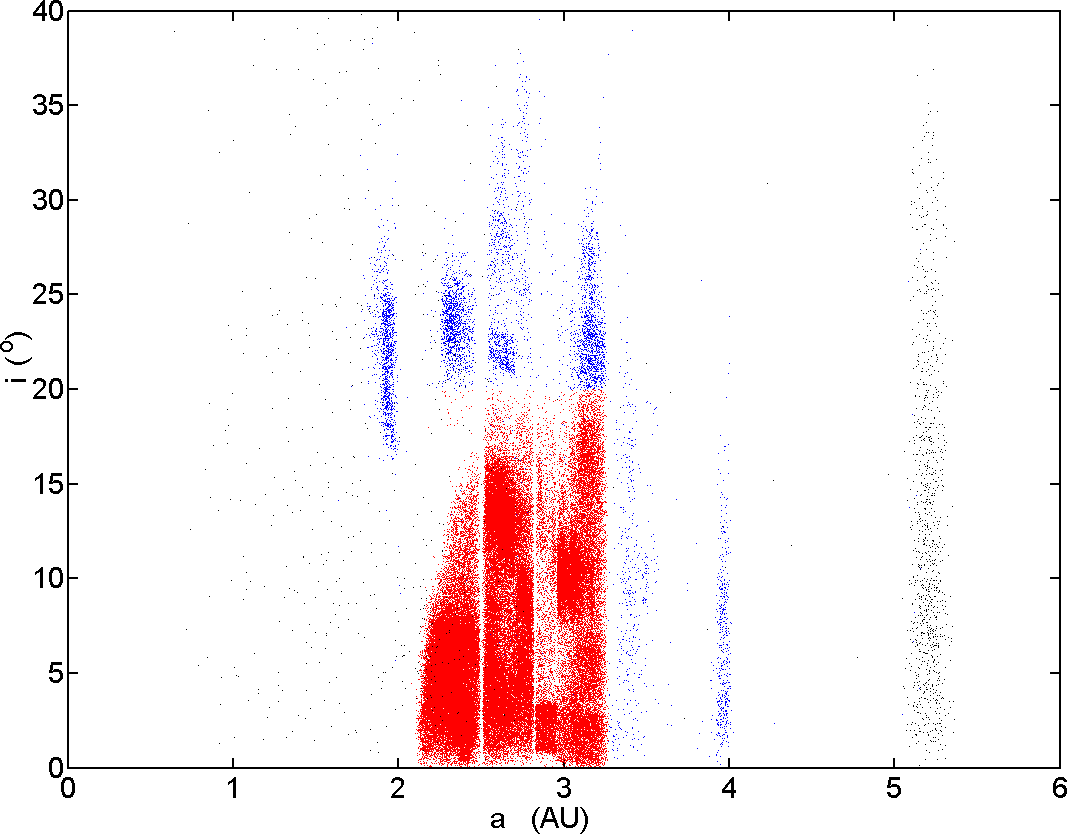

عائلة هنغاريا هي مجموعة من الكويكبات في الحزام الرئيسي .
كويكبات عائلة هنغاريا تدور حول الشمس عند نصف محور رئيسي بين 1.78 و 2.00 وحدة فلكية لهذه الكويكبات عموما إنجراف مداري منخفض (أقل من 0.18)، وميل من 16-34 درجة. وفترة مدارية تقريبا 2.5 سنة و رنين مداري 9 مع كوكب المشتري 2 و 3: 2 مع المريخ.
كويكبات عائلة هنغاريا تستمد اسمها من أكبر عضو في المجموعة الكويكب 434 هنغاريا الذي تم اكتشافه من قبل ماكس فولف في 11 سبتمبر 1898 في جامعة هايدلبرغ. وسمي نسبة لهنغاريا ، التي استضافت اجتماع فلكي في عام 1898 في بودابست.